# 파자마 파티

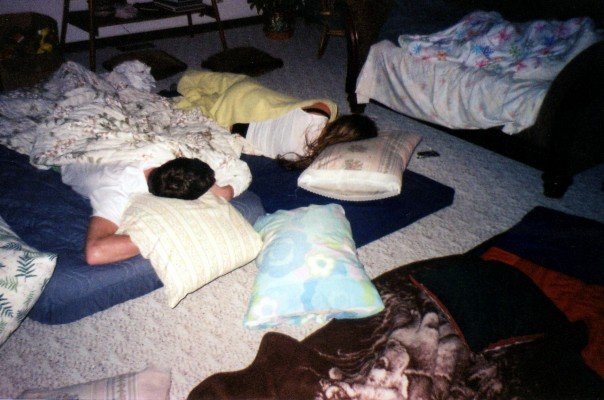
파자마 파티

파자마 파티(Pajama party) 또는 슬립오버(Sleepover)는 젊은 사람이 친구의 집에서 지내는 사회적인 행사이다. 여러 사람들 및 친구들이 그 친구의 집에서 하룻밤을 보낼 수도 있다. 일반적으로 더 젊은 사람이 밤샘 파티에 참가할 것이지만, 성인 또는 나이가 많은 사람은 친구의 집에서 잠을 잘 수도 있다. 본질적으로 잠자는 파티 또는 파자마 파티는 밤샘 파티와 동일한 것이다.